# جارفيس فارنادو
جارفيس فارنادو (بالإنجليزية: Jarvis Varnado)‏ مواليد 1 مارس 1988 في فيرفاكس، هو لاعب كرة سلة محترف أمريكي بدأ مسيرته الاحترافية في سنة 2010 حيث تم اختياره من قبل فريق ميامي هيت خلال الدرافت، يلعب مع فريق دينامو باسكت ساساري كلاعب وسط ويحمل الرقم 32. يبلغ طوله 6 قدم 9 بوصة (2.1 م).

## فرق لعب لها
- بوسطن سيلتكس
- ميامي هيت
- شيكاغو بولز
- فيلادلفيا سفنتي سيكسرز

## إحصائيات المسيرة

### الموسم الاعتيادي
| السنة   | الفريق                 | لعب | بدأ | دقيقة | ميداني% | ثلاثية | حرة  | ارتداد | صنع | استلاب | تصدي | نقطة |
| ------- | ---------------------- | --- | --- | ----- | ------- | ------ | ---- | ------ | --- | ------ | ---- | ---- |
| 2012–13 | بوسطن سيلتكس           | 5   | 0   | 3.6   | .500    | .000   | .500 | .6     | .2  | .2     | .0   | 1.2  |
| 2012–13 | ميامي هيت              | 8   | 0   | 5.0   | .333    | .000   | .000 | .8     | .3  | .0     | .3   | .3   |
| 2013–14 | شيكاغو بولز            | 1   | 0   | 2.0   | .000    | .000   | .000 | .0     | .0  | .0     | .0   | .0   |
| 2013–14 | فيلادلفيا سفنتي سيكسرز | 23  | 0   | 14.7  | .600    | .000   | .519 | 2.7    | .6  | .4     | 1.3  | 4.3  |
| المسيرة |                        | 37  | 0   | 10.7  | .582    | .000   | .518 | 1.9    | .4  | .3     | .8   | 2.9  |

## روابط خارجية
- جارفيس فارنادو على موقع إن بي أي (الإنجليزية)
- جارفيس فارنادو على موقع سبورتس رفرنس (الإنجليزية)
- جارفيس فارنادو على موقع كرة السلة الأوروبية.كوم (الإنجليزية)
- جارفيس فارنادو على موقع DraftExpress.com (الإنجليزية)
- جارفيس فارنادو على موقع كلية كرة السلة في سبورتس رفرنس.كوم (الإنجليزية)
- جارفيس فارنادو على موقع ريلجم (الإنجليزية)
- جارفيس فارنادو على موقع بروبوليرز (الإنجليزية)
- جارفيس فارنادو على موقع سبورتس رفرنس (الإنجليزية)
- جارفيس فارنادو على موقع سبورتس رفرنس (الإنجليزية)